# Jean Tatlock
Jean Frances Tatlock (21 de febrero de 1914-4 de enero de 1944) fue una psiquiatra y médica estadounidense. Fue miembro del Partido Comunista de los Estados Unidos de América y fue reportera y escritora de la publicación del partido Western Worker. También es conocida por ser la amante de Robert Oppenheimer, el director del Laboratorio de Los Álamos del Proyecto Manhattan durante la Segunda Guerra Mundial.
Hija de John Strong Perry Tatlock, un destacado filólogo en inglés antiguo y experto en Geoffrey Chaucer, Tatlock se graduó del Vassar College y de la Escuela de Medicina de Stanford, donde estudió para convertirse en psiquiatra. Tatlock comenzó a ver a Oppenheimer en 1936, cuando era estudiante de posgrado en Stanford y Oppenheimer era profesor de física en la Universidad de California en Berkeley. Como resultado de su relación y de su pertenencia al Partido Comunista, el FBI la puso bajo vigilancia y su teléfono fue intervenido.
Tatlock tenía depresión clínica y se suicidó el 4 de enero del 1944.

## Primeros años
Jean Frances Tatlock nació en Ann Arbor, Míchigan, el 21 de febrero de 1914, siendo la segunda hija del matrimonio de John Strong Perry Tatlock y su esposa Marjorie née Fenton. Tenía un hermano mayor llamado Hugh, que se convirtió en médico. Su padre, que tenía un doctorado de la Universidad de Harvard, fue un destacado y aclamado profesor de inglés en la Universidad de Míchigan; un filólogo inglés antiguo; un experto en Geoffrey Chaucer y obras de teatro inglesas, poemas y literatura isabelina; y autor de aproximadamente 60 libros sobre esos temas, incluyendo Las obras poéticas completas de Geoffrey Chaucer (1912) y La mente y el arte de Chaucer (1950).
John Tatlock fue profesor de inglés en la Universidad de Stanford de 1915 a 1925 y en Harvard de 1925 a 1929, antes de regresar al Área de la Bahía como profesor de inglés en la Universidad de California, Berkeley.
Jean Tatlock asistió a Cambridge Rindge and Latin School en Cambridge, Massachusetts, y al Williams College en Berkeley. En 1930 ingresó al Vassar College.
Se graduó en 1935 y regresó a Berkeley, donde tomó cursos para completar los requisitos previos para la Escuela de Medicina de Stanford, y fue reportera y escritora del Western Worker, el órgano del Partido Comunista de los Estados Unidos de América en la costa oeste del país.
Fue aceptada en la Escuela de Medicina de Stanford, entonces ubicada en San Francisco, donde estudió para convertirse en psiquiatra. Se graduó de Stanford con la clase del año 1941. Completó su pasantía en el Hospital St. Elizabeths en Washington D. C., y la residencia en el Departamento de Psiquiatría en el Hospital Mount Zion, ahora un campus de la Universidad de California, Centro Médico de San Francisco, en San Francisco.

## Romance con Oppenheimer
Tatlock luchó con su sexualidad, en un momento le escribió a un amigo que "hubo un período en el que pensé que era homosexual. Todavía estoy, en cierto modo, obligada a creerlo, pero en realidad, lógicamente, estoy segura de que no puedo serlo debido a mi falta de masculinidad". Comenzó a salir con Robert Oppenheimer en 1936, cuando era estudiante de posgrado y Oppenheimer era profesor de física en Berkeley. Se conocieron a través de su casera, Mary Ellen Washburn, quien era miembro del Partido Comunista, cuando Washburn realizó una recaudación de fondos para los republicanos españoles respaldados por los comunistas.
La pareja comenzó a salir y, según los informes, tenían una relación apasionada; Oppenheimer le propuso matrimonio dos veces, pero ella se negó. A Tatlock se le atribuye la introducción de Oppenheimer a la política radical a fines de la década de 1930, y a personas involucradas o simpatizantes del Partido Comunista o grupos relacionados, como Rudy Lambert y Thomas Addis. La pareja continuó viéndose después de que Oppenheimer se involucrara con Kitty Harrison, con quien se casó el 1 de noviembre de 1940. Oppenheimer y Tatlock pasaron el Año Nuevo juntos en 1941 y una vez se encontraron en el Hotel Mark Hopkins en San Francisco.
 

La asociación de Oppenheimer con los amigos de Tatlock se utilizó como prueba en su contra durante su audiencia de seguridad en el año 1954. En una carta al Mayor General Kenneth Nichols, Gerente General, Comisión de Energía Atómica de los Estados Unidos (CEA), fechada el 4 de marzo de 1954, Oppenheimer describió su asociación de la siguiente manera:
En la primavera de 1936, unos amigos me presentaron a Jean Tatlock, la hija de un destacado profesor de inglés en la universidad; y en el otoño, comencé a cortejarla, y nos acercamos el uno al otro. Estuvimos al menos dos veces lo suficientemente cerca del matrimonio como para considerarnos comprometidos. Entre 1939 y su muerte en 1944 la vi muy raramente. Ella me habló de su condición de miembro del Partido Comunista; eran aventuras intermitentes y nunca parecían proporcionarle lo que buscaba. No creo que sus intereses fueran realmente políticos. Ella amaba este país y su gente y su vida. Resultó que era amiga de muchos compañeros de viaje y comunistas, con algunos de los cuales conocí más tarde. No debo dar la impresión de que fue exclusivamente gracias a Jean Tatlock que hice amigos de izquierda, o sentí simpatía por causas que hasta ahora me hubieran parecido tan lejanas, como la causa republicana en España y la organización de los trabajadores migratorios. He mencionado algunas de las otras causas contribuyentes. Me gustó el nuevo sentido de compañerismo, y en ese momento sentí que estaba llegando a ser parte de la vida de mi tiempo y país. 
Mientras que algunos historiadores creen que Oppenheimer tuvo una relación extramatrimonial con Tatlock mientras trabajaba en el Proyecto Manhattan, otros afirman que se reunió con Tatlock solo una vez después de que lo eligieran para dirigir el Laboratorio de Los Álamos a mediados de junio de 1943. El 14 de junio de 1943, Oppenheimer estaba en Berkeley para contratar a David Hawkins como asistente administrativo. Oppenheimer y Tatlock fueron a un restaurante mexicano en Plymouth y pasaron la noche juntos en su apartamento de San Francisco en 1405 Montgomery Street. Mientras tanto, los agentes del Ejército de los EE. UU., que esperaban afuera en la calle, los tenían bajo vigilancia. En esa reunión ella le dijo que todavía lo amaba y que quería estar con él; nunca la volvió a ver.
Edith Arnstein Jenkins recordó una conversación con Mason Robertson, un buen amigo de Tatlock, en la que afirmó que Tatlock le había dicho que era lesbiana. Es plausible que Tatlock tuviera una relación con Mary Ellen Washburn. Como psicoanalista en la década de 1940, vio su homosexualidad como una condición patológica a superar, lo que pudo haberla llevado a su eventual suicidio.

## Muerte
Tatlock tenía depresión clínica severa y estaba siendo tratada en Mount Zion. Alrededor de la 1 p. m. del 5 de enero de 1944, su padre llegó a su apartamento en 1405 Montgomery Street; cuando no hubo respuesta a su llamada al timbre, entró por una ventana. La encontró muerta, tirada sobre una pila de cojines en el baño, con la cabeza sumergida en la bañera parcialmente llena. Había una nota de suicidio sin firmar, que decía:
Estoy disgustada con todo... A los que me amaron y me ayudaron, todo amor y coraje. Quería vivir y dar y me quedé paralizada de alguna manera. Traté como el demonio de entender y no pude... Creo que habría sido una responsabilidad toda mi vida, al menos podría quitar la carga de un alma paralizada de un mundo en lucha. 
Su padre encontró su correspondencia y la revisó, quemando cartas y fotografías en la chimenea. A las 5:10 p. m. llamó a Halstead Funeral Home, quien contactó a la policía. La policía llegó a las 5:30 p. m., acompañada por el médico forense adjunto. Al momento de su muerte estaba bajo vigilancia del FBI, y su teléfono había sido intervenido, por lo que una de las primeras personas informadas fue el director del FBI, John Edgar Hoover, a través de un enlace de teletipo. La noticia de su muerte se informó en los periódicos del Área de la Bahía.
Washburn cablegrafió a Charlotte Serber en Los Álamos. Como bibliotecaria, tenía acceso al Área Técnica, y se lo dijo a su esposo, el físico Robert Serber, quien luego fue a informar a Oppenheimer. Cuando llegó a su oficina, descubrió que Oppenheimer ya lo sabía. El jefe de seguridad de Los Álamos, el capitán Peer de Silva, había recibido la noticia a través de las escuchas telefónicas y la inteligencia del ejército, y se la había comunicado a Oppenheimer.

Tatlock había introducido a Oppenheimer en la poesía de John Donne, y se cree ampliamente que llamó a la primera prueba de un arma nuclear "Trinity" en referencia a uno de los poemas de Donne, como tributo a ella. En 1962, Leslie Groves le escribió a Oppenheimer sobre el origen del nombre y obtuvo esta respuesta:
Lo sugerí... No está claro por qué elegí el nombre, pero sé qué pensamientos estaban en mi mente. Hay un poema de John Donne, escrito justo antes de su muerte, que conozco y amo. De él una cita:
Así como el Oeste y el Este
en todos los Mapas planos —y yo soy uno— son uno,
Así la muerte toca a la Resurrección.
En otro poema devocional más conocido, Donne abre:
Golpea mi corazón, Dios de tres personas.

Una investigación formal en febrero de 1944 arrojó un veredicto de "Suicidio, motivo desconocido". En su informe, el forense encontró que Tatlock había comido una comida completa poco antes de su muerte; había tomado algunos barbitúricos, pero no una dosis letal. Se encontraron rastros de hidrato de cloral, una droga normalmente asociada con un agente incapacitante cuando se combina con alcohol, pero no había alcohol en su sangre, a pesar del daño en su páncreas que indicaba que era una gran bebedora. Como psiquiatra que trabajaba en un hospital, tenía acceso a sedantes como el hidrato de cloral.
El médico forense descubrió que había muerto alrededor de las 4:30 p. m. del 4 de enero. La causa de la muerte se registró como "edema agudo de los pulmones con congestión pulmonar" — ahogándose en la bañera. Parece probable que se arrodilló sobre la bañera, tomó hidrato de cloral y hundió la cabeza en el agua.
En ocasiones, los historiadores y su hermano Hugh han especulado sobre si su muerte fue realmente un suicidio, ya que hubo algunas circunstancias sospechosas. La teoría de la conspiración de que fue asesinada por agentes de inteligencia que trabajaban para el Proyecto Manhattan fue reforzada por el Comité Church de 1975, que reveló detalles de los asesinatos llevados a cabo por las agencias de inteligencia estadounidenses. Se representó en la serie de televisión ficticia Manhattan, y en una escena de la película Oppenheimer de 2023 en la que se puede ver una mano enguantada por un breve momento, empujando su cabeza bajo el agua. Un médico observó que: "Si eras inteligente y querías matar a alguien, esta es la forma de hacerlo".
El padre de Tatlock hizo incinerar sus restos.

## Representaciones
Tatlock fue interpretado por Kate Harper en la miniserie de televisión de 1980 Oppenheimer, por Natasha Richardson en la película de 1989 Fat Man and Little Boy, y por Florence Pugh en la película biográfica de 2023 Oppenheimer de Christopher Nolan.